# Ford Foundation
De Ford Foundation is een Amerikaanse liefdadigheidsinstelling. 
Het is een onafhankelijke, non-gouvernementele non-profitorganisatie met kantoren in de Verenigde Staten van Amerika, Afrika, Midden-Oosten, Azië, Latijns-Amerika en Rusland.

## Missie
De doelen van de Ford Foundation zijn:
- het promoten van democratie
- het bestrijden van armoede en onrechtvaardigheid
- het bevorderen van de internationale samenwerking en het onderlinge begrip
- het bevorderen van de vooruitgang

Het probeert deze doelen te bereiken door middel van het verstrekken van fondsen en leningen aan organisaties, netwerken en projecten gericht op deze doelen, en door het instellen van leerstoelen en verstrekken van beurzen gericht op het bevorderen en verstrekken van kennis op de bovengenoemde gebieden.

## Geschiedenis
De stichting is opgericht in 1936 met giften en legaten van Henry Ford en zijn zoon Edsel maar heeft een eigen organisatie en bestuur en is onafhankelijk van de Ford Motor Company.
De eerste jaren, van 1936 tot 1950 was de organisatie volledig gericht op liefdadigheid in de staat Michigan maar sindsdien is die uitgegroeid tot een nationale en later zelfs internationale organisatie.

## Samenzweringstheorieën
Er zijn er echter die menen dat de Ford Foundation een dekmantel is van de CIA, dat de Ford Foundation vooral actief is in landen waar de Amerikaanse belangen in gevaar komen door lokale  groepen die streven naar mensenrechten en democratie. 
Dit door het financieren van programma's en daarna voorwaarden te stellen aan hoe de fondsen gebruikt mogen worden en door het vergaren (en gebruiken) van informatie over mensenrechtenactivisten. Op deze manier zouden de Ford Foundation en de CIA samen vaak succes hebben in het omleiden en afleiden van intellectuele en organisatorische energieën van mensenrechtenactivisten naar paden die nutteloos en ineffectief zijn, of in het uit elkaar drijven van de verschillende mensenrechten organisaties. Zoals voormalig Ford Foundation president Richard Bisell toegaf, het doel van de Foundation was "not so much to defeat the leftist intellectuals in dialectical combat as to lure them away from their positions".